# Старинки (Краснинский район)
Старинки — деревня в Краснинском районе Смоленской области России. Входит в состав Мерлинского сельского поселения. По состоянию на 2007 год постоянного населения не имеет. 
Расположена в западной части области в 17 км к северо-востоку от Красного, в 1,5 км севернее автодороги Р135 (Смоленск - Красный - Гусино). В 11 км севернее деревни расположена железнодорожная станция Вонлярово на линии Москва — Минск. 

## История
В годы Великой Отечественной войны деревня была оккупирована гитлеровскими войсками в июле 1941 года, освобождена в сентябре 1943 года.